# 관문초등학교
관문초등학교는 대한민국 경기도 과천시에 있는 공립 초등학교이다.

## 학교 연혁
- 1984년 3월 1일 : 관문초등학교 개교 (18학급)
- 1984년 3월 1일 : 초대 (이름 없음) 교장 취임
- 1987년 3월 1일 : 병설 유치원 개원 (2학급)
- 2000년 3월 1일 : 특수학급 편성
- 2018년 3월 1일 : 제 12대 조성준 교장 취임
- 2021년 1월 7일 : 제26회 졸업(졸업생 1명, 4명)
- 2021년 3월 1일 : 23학급 편성(특수 1학급 포함), 유치원 4학급 편성